# ولوو اف۸۸
ولوو اف۸۸/اف۸۹ (انگلیسی: Volvo F88/F89) مجموعه ای از کامیون‌های سنگین بود که توسط خودروساز سوئدی ولوو بین سال‌های ۱۹۶۵ تا ۱۹۷۷ تولید شد.

## نگارخانه

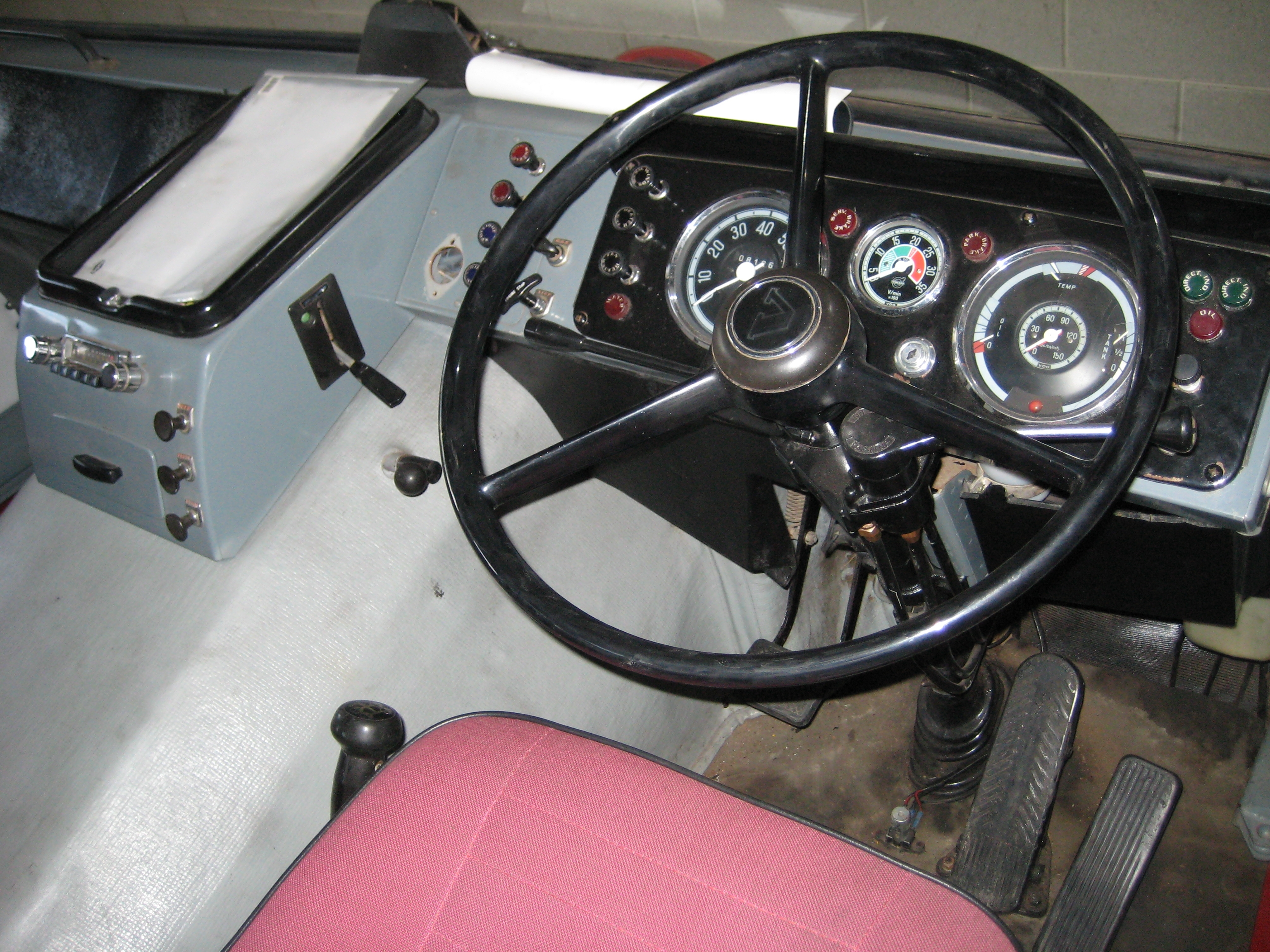
داشبورد ولوو G88
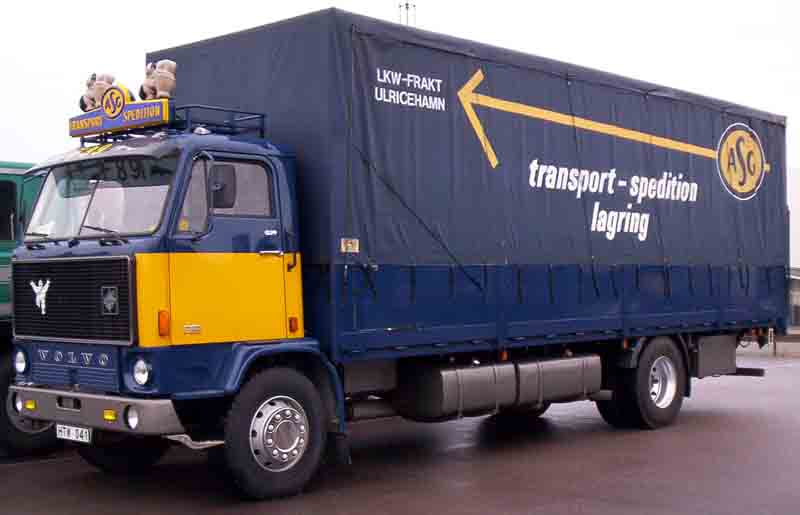
ولوو F89 مدل ۱۹۷۴